# Naseer Bunda
Naseer Bunda, född 15 maj 1932 i Rawalpindi, död mars 1993, var  en pakistansk före detta landhockeyspelare.
Bunda blev olympisk guldmedaljör i landhockey vid sommarspelen 1960 i Rom.